# Gomphrena meyeniana
Gomphrena meyeniana là loài thực vật có hoa thuộc họ Dền. Loài này được Walp. mô tả khoa học đầu tiên năm 1843.